# Teofilo Yldefonso
Teofilo Yldefonso (Piddig, 9 februari 1903 - Capas, 19 juni 1942) was een Filipijns zwemmer gespecialiseerd in de schoolslag. Yldefonso wordt beschouwd als de beste Filipijnse zwemmer ooit. Hij is de eerste Filipijnse winnaar van een olympische medaille en de enige Filipijns sporter die meer dan één medaille won op de Olympische Spelen.

## Biografie
Teofilo Yldefonso werd geboren op 5 november 1903 in Piddig in de Filipijnse provincie Ilocos Norte. Hij was de middelste van drie zonen van Felipe Yldefonzo en Aniceta dela Cruz. Zijn vader overleed toen Teofilo vier jaar oud was. Nadat zijn moeder vier jaar later ook overleed werden de drie broers door familie in barangay Bimmanga opgenomen. Hier leerde Yldefonso ook zwemmen in de aanliggende rivier de Guisit. Op 17-jarige leeftijd vertrok hij naar de Filipijnse hoofdstad Manilla, waar hij dienst nam bij de Philippine Scouts.
Enkele jaren daarna, in 1921, begon ook zijn zwemcarrière. In de zestien jaar die hij als zwemmer actief was groeide hij uit tot internationaal topniveau en won hij naar verluidt 144 medailles. Yldefonso, die bekendstond onder de bijnaam "Ilocano Shark", deed drie maal mee de Olympische Zomerspelen (1928, 1932, 1936) op de discipline 200 meter schoolslag. Zowel bij de Spelen van 1928 als bij de Spelen van 1932 won hij de bronzen medaille, in 1936 werd hij zevende.
Ydelfonso vocht in de Tweede Wereldoorlog mee in de Slag om Bataan en overleefde de Dodenmars van Bataan. Niet lang daarna overleed hij echter op 38-jarige leeftijd aan verwondingen door granaatscherven in Camp O'Donnell, een concentratiekamp in Capas in de provincie Tarlac. Hij werd later begraven in een massagraf op het Libingan ng mga Bayani (veld voor helden) in Taguig. Een achterkleinzoon van Yldefonso, Daniel Coakley, werd ook zwemmer en won twee gouden en een zilveren medaille bij de Zuidoost-Aziatische Spelen van 2007.